# 馬佐夫舍的萊謝克
馬佐夫舍的萊謝克（波蘭語：Leszek Bolesławowic，約1162年—1186年），馬佐夫舍公爵，波列斯瓦夫四世之子，1173年至1186年在位。
萊謝克在父親波列斯瓦夫四世去世後得到馬佐夫舍作為領地。1186年萊謝克去世，馬佐夫舍被叔父卡齊米日二世佔領。